# 1983年の文学
1983年の文学（1983ねんのぶんがく）では、1983年（昭和58年）の文学に関する出来事について記述する。

## できごと
- 1月17日 - 第88回芥川龍之介賞・直木三十五賞（1982年下半期）の選考委員会開催。
- 3月1日 - 小林秀雄が死去。
- 6月16日 - 三島由紀夫を題材とした映画『MISHIMA――11月25日・快晴』（仮題）の製作発表が、フランシス・フォード・コッポラにより帝国ホテルで行われる。
- 8月18日 - 大友克洋の漫画『童夢』が双葉社より刊行される[1]。同書は第4回日本SF大賞を受賞した。
- 11月25日 - 赤川次郎の『愛情物語』が角川書店より刊行される。同書は翌年の1984年年間ベストセラーの総合4位を記録した[2]。
- 12月17日 - 橋川文三が死去。

## 賞

### 芥川賞・直木賞
第88回（1982年下半期）
- 芥川賞 - 唐十郎『佐川君からの手紙』、加藤幸子『夢の壁』
- 直木賞 - 該当作なし

第89回（1983年上半期）
- 芥川賞 - 該当作なし
- 直木賞 - 胡桃沢耕史『黒パン俘虜記』

### 国内のその他の賞
- 谷崎潤一郎賞（第19回） - 古井由吉『槿』
- 泉鏡花文学賞（第11回） - 三枝和子『鬼どもの夜は深い』、小檜山博『光る女』
- 群像新人文学賞（第26回） - 伊井直行『草のかんむり』
- 野間文芸新人賞（第5回） - 尾辻克彦『雪野』

### 海外の賞
- ノーベル文学賞 -  ウィリアム・ゴールディング
- セルバンテス賞 -  ラファエル・アルベルティ
- ブッカー賞 - J・M・クッツェー『マイケル・K』
- カーネギー賞児童文学部門 -  ジャン・マーク『Handles』
- ネビュラ賞 -  デイヴィッド・ブリン『スタータイド・ライジング』
- ニューベリー賞児童文学部門 -  シンシア・ヴォイト『Dicey's Song』
- ピューリッツァー賞 戯曲部門 - Marsha Normant『Night, Mother』
- ピューリッツァー賞 フィクション部門 -  アリス・ウォーカー『カラーパープル』
- ピューリッツァー賞 詩部門 -  ゴールウェイ・キネル『Selected Poems』
- ヒューゴー賞 長編小説部門 -  アイザック・アシモフ『ファウンデーションの彼方へ』

## 1983年の本

### 小説
- 赤川次郎 『上役のいない月曜日』（文藝春秋）
- 宇野千代 『生きて行く私』（毎日新聞社）
- 大江健三郎 『新しい人よ眼ざめよ』（講談社）
- 岡嶋二人 『あした天気にしておくれ』（講談社）
- 神吉拓郎 『私生活』（文藝春秋）
- 三枝和子 『鬼どもの夜は深い』（新潮社）
- 杉本章子 『写楽まぼろし』（新人物往来社）
- 髙樹のぶ子 『その細き道』（文藝春秋）
- 干刈あがた 『樹下の家族』（福武書店）
- 増田みず子 『内気な夜景』（文藝春秋）
- 村上春樹 『中国行きのスロウ・ボート』（中央公論社）、『カンガルー日和』（平凡社）
- 森瑤子 『風物語』（潮出版社）
- 吉村昭 『破獄』（岩波書店）
- レイモンド・カーヴァー、村上春樹編訳 『ぼくが電話をかけている場所』（中央公論社）[3]

### その他
- 井筒俊彦 『コーランを読む』（岩波書店）
- 辻邦生 『トーマン・マン』（岩波書店）
- 蓮實重彦 『監督 小津安二郎』（筑摩書房）
- 中島梓 『道化師と神』（早川書房）
- 村上春樹・安西水丸 『象工場のハッピーエンド』（CBS・ソニー出版）
- 山崎正和 『演技する精神』（中央公論社）

## 死去
- 2月18日 - 和田夏十、兵庫県出身の脚本家。62歳没。
- 2月25日 - テネシー・ウィリアムズ、米国の劇作家。71歳没。
- 3月1日 - 小林秀雄、日本の評論家。80歳没。
- 3月3日 - アーサー・ケストラー、ハンガリー出身、ユダヤ人の著述家・政治活動家。77歳没。
- 3月31日 - 尾崎一雄、日本の小説家。83歳没。
- 3月3日 - エルジェ、ベルギーの漫画家。75歳没。
- 4月12日 - デズモンド・バグリィ、イギリスの小説家。59歳没。
- 4月15日 - コーリー・テン・ブーム、オランダ出身の著述家。ホロコースト生還者として知られる。91歳没。
- 5月4日 - 寺山修司、青森県出身の歌人・劇作家。47歳没。
- 6月23日 - ジョナサン・ラティマー、米国の推理作家。76歳没。
- 7月11日 - ロス・マクドナルド、米国の推理作家。67歳没。
- 7月27日 - グラディス・ミッチェル、イギリスの推理作家。82歳没。
- 11月10日 - 勝見勝、日本の美術評論家・フランス文学者。74歳没。
- 11月25日 - ロッテ・アイスナー、ドイツ出身でフランスで活動した著述家・詩人。87歳没。
- 12月17日 - 橋川文三、日本の政治思想史研究者、日本浪曼派文芸評論家。61歳没。